# Костопільська районна рада
Костопільська райо́нна ра́да — районна рада Костопільського району Рівненської області. Адміністративний центр — місто Костопіль.

## Склад ради
Загальний склад ради: 40 депутатів.

### Голова
Талащук Віктор Флорович (нар. 1965) — районний голова від 26.03.2006, освіта вища, безпартійний.